# Chute libre (physique)
 (novembre 2015).
Si vous disposez d'ouvrages ou d'articles de référence ou si vous connaissez des sites web de qualité traitant du thème abordé ici, merci de compléter l'article en donnant les références utiles à sa vérifiabilité et en les liant à la section « Notes et références ».
Pour les articles homonymes, voir Chute libre.
Une chute libre est le mouvement, dans le vide, d'un objet uniquement soumis à la pesanteur.
En première approximation le concept de chute libre s'applique aussi à la chute d'un objet dans l'atmosphère, du moins lorsque les forces autres que le poids (poussée d'Archimède, résistance de l'air et force de Coriolis) peuvent être considérées comme négligeables. Quand on prend en compte la résistance de l'air, on parle de chute avec résistance de l'air ou « chute aérienne ».
La loi de Galilée, sur la chute libre des corps est considérée comme la première loi de la physique moderne,. Son éponyme est Galilée (1564-1642) qui l'a découverte et l'a énoncée pour la première fois en 1604,. Elle a été confirmée par Robert Boyle (1627-1691),. Isaac Newton (1643-1727), avec sa loi sur la gravitation, l'a unifiée avec celles de Kepler sur le mouvement des planètes,. L'universalité de la chute libre est une des trois composantes du principe d'équivalence d'Einstein.

## Chutes diverses
On distingue la simple chute dans un champ de pesanteur uniforme au voisinage de la Terre (Galilée, 1605), et la chute céleste (Lois de Kepler), dont Isaac Newton a fait la synthèse en 1687.
- la chute libre de deux sphères d'égal diamètre, une pleine l'autre creuse, par Galilée (1602), depuis la tour de Pise, d'après la légende.
- la pomme d'Isaac Newton (1665) qui tombe de l'arbre, une légende également très célèbre.
- l'expérience du tube de Newton.
- la Lune en chute libre autour de la Terre, établie par ce même Newton à la surprise générale de son époque.
- par là même tous les satellites artificiels en orbite autour de la Terre sont en chute libre continue autour de la Terre.
- un ascenseur dont on aurait coupé le câble de suspension (tour d'impesanteur).
- un avion effectuant une parabole pilotée (certains ont été aménagés spécialement pour faire des expériences par la société Novespace, filiale du CNES, une Caravelle 0-G, puis un Airbus A300 Zero G et désormais un Airbus A310 Zero G[14])

On peut aussi, comme l'a fait Galilée, opérer une chute ralentie, pour mieux observer le mouvement : 
- chute d'un palet sur du verglas incliné d'un certain angle,
- chute sur des plans inclinés,
- chute sur des plans successifs,
- chute circulaire du pendule simple,
- chute du pendule cycloïdal de Huygens,
- chute ralentie de la machine d'Atwood.

Il est évident que la loi de chute est alors différente : la masse m n'intervient pas en tant que telle, car il peut y avoir compensation partielle ou totale de la masse grave par d'autres masses graves (ce qui peut résulter en de la masse inerte).

## Galilée et la chute des corps
Galilée est né en 1564. Passionné de mathématiques (qui à l’époque regroupaient la physique et l’astronomie), ce personnage atypique fut un scientifique reconnu qui illumina son époque de ses nombreuses découvertes. 
Il a notamment découvert que la Lune avait des montagnes comme la Terre ou que la planète Jupiter a des satellites en orbite tout comme les planètes du système solaire qui tournent autour du soleil. Cependant, sa plus grande découverte est la théorie de la chute des corps. En effet, d’après Galilée, la vitesse d’un objet est indépendante de sa masse dans le vide.
Cependant, il n’est pas arrivé à cette conclusion immédiatement. Pour établir sa théorie, il remet en cause des écoles anciennes comme les idées d’Aristote, un homme considéré par beaucoup comme le plus grand scientifique et philosophe de la Grèce antique. En effet, Aristote dit que c’est dans la nature des objets lourds de tomber plus rapidement que les objets légers. 
Galilée remet en cause les idées reçues par la nature (in naturo veritas, qui signifie « la nature donnera la vérité ») et non par l’argumentation ou la logique. Pour démontrer l’erreur d’Aristote, il a l’idée de comparer la chute de deux corps (l'un lourd et l'autre léger) attachés ensemble, comparée à la chute du seul corps lourd. Selon la loi d'Aristote, l'ensemble du corps lourd et du corps léger attachés doit tomber avant le corps lourd seul puisqu’il est plus lourd. Cependant, d’après cette même loi, le corps lourd attaché au corps léger doit être freiné par ce corps léger (qui tend à tomber moins vite), donc tomber après le corps lourd seul. La loi d’Aristote prédit donc une chose et son contraire.
Galilée commence à travailler sur la chute des corps dès 1597, à l’âge de 33 ans afin de prouver sa théorie. On raconte traditionnellement qu’il jetait des objets plus ou moins légers du haut de la tour de Pise afin de comparer leurs vitesses, mais ce n'est étayé par rien et en fait improbable. En réalité, il a pour la première fois l’idée de jeter des objets du haut d’une église à Padoue, dans le nord de l’Italie. Mais il a du mal à mesurer où se trouve le corps à un moment précis. Afin de limiter la vitesse des deux corps, il réalise une première expérience sur un plan incliné. Pour mesurer le temps, il utilise des clepsydres. Il utilise aussi des clochettes et remarque que la fréquence des sons s'accélère. Il a une première intuition : la résistance de l’air intervient dans la chute des corps. Galilée imagine donc que la forme des objets a une influence sur la vitesse de leur chute, contrairement à la masse. Il commence par faire tomber deux corps de même poids mais de tailles différentes et des boules de nature différente (par exemple l'une en plomb et l'autre en liège). Il a l’impression que les deux boules tombent en même temps. Il confectionne une boîte à chute pour que le départ des deux boules soit identique mais obtient le même résultat. Il en déduit ainsi la théorie de la chute des corps : la vitesse d’un objet ne dépend pas de sa masse.

## Cinétique

### Chute libre sans vitesse initiale
En supposant que le corps n'est soumis qu'à la pesanteur (c'est-à-dire sans frottement), si un corps ponctuel P est lâché d'un point de cote z0 sans vitesse initiale et si l'axe des z est orienté vers le haut, alors on a :
{\displaystyle a_{z}=-g}   (composante selon l'axe des z de l'accélération, deuxième loi de Newton (cf. PFD))
{\displaystyle v(t)=-gt+V_{0}=-gt}   (car {\displaystyle V_{0}=0}  en effet P est lâché sans vitesse initiale, c'est-à-dire {\displaystyle v(t)=0} pour {\displaystyle t=0} ou encore  {\displaystyle v(0)=0} ) (composante de la vitesse selon l'axe des z)
{\displaystyle z(t)=-{\frac {1}{2}}gt^{2}+z_{0}}  (car {\displaystyle z(t)=z_{0}} lorsque {\displaystyle t=0} ou autrement formulé {\displaystyle z(0)=z_{0}})  (composante de la position selon l'axe des z)
Avec :
- {\displaystyle z} la hauteur du corps par rapport au sol en mètres ;
- {\displaystyle g} l'accélération du champ de pesanteur terrestre (environ 9,81 m s−2) ;
- {\displaystyle t} le temps en secondes.

La vitesse {\displaystyle V} à l'impact est donnée par:
{\displaystyle V={\sqrt {2gz_{0}}}}
En effet, le corps touche le sol quand l'altitude est  égale à {\displaystyle 0}, à l'instant {\displaystyle t_{0}} que l'on définit alors par {\displaystyle z(t_{0})=0}   ou {\displaystyle -{\frac {1}{2}}gt_{0}^{2}+z_{0}=0}   ainsi {\displaystyle t_{0}={\sqrt {\frac {2z_{0}}{g}}}}    (durée de la chute proportionnelle à la racine carrée de l'altitude)
et par conséquent {\displaystyle v(t_{0})=-gt_{0}}  entraine {\displaystyle v(t_{0})=-g{\sqrt {\frac {2z_{0}}{g}}}}   ou {\displaystyle v(t_{0})=-{\sqrt {2gz_{0}}}}
Ainsi la vitesse d'impact est de {\displaystyle {\sqrt {2gz_{0}}}} car {\displaystyle v(t)} est ici la composante de la vitesse sur l'axe z, or le vecteur vitesse est dans le sens opposé à l'axe z (ce dernier est orienté vers le haut) et vaut donc {\displaystyle -v(t)} soit {\displaystyle {\sqrt {2gz_{0}}}} comme nous l'avons dit.

Remarque : En mécanique des fluides, en étudiant la vidange d'une cuve, on retrouve ce résultat (voir Formule de Torricelli).

### Chute avec vitesse initiale
L'objet décrit une trajectoire parabolique,. C'est le cas pour les avions spéciaux dits zéro G" (voir plus haut).

### Astronomie
Si la vitesse initiale est appropriée, c'est-à-dire à la bonne valeur et la bonne orientation étant donné la position initiale, la trajectoire peut être circulaire (cf. fenêtre de tir), comme elle l'est pour un satellite géostationnaire ; la Lune a plutôt un mouvement elliptique (en première approximation), très perturbé par l'influence du Soleil (la force de gravitation du Soleil sur la Lune est plus grande que la force de gravitation de la Terre sur la Lune).

### Utilisations
Dans des systèmes en chute libre simple, les objets n'ont pas de poids apparent et flottent librement les uns par rapport aux autres.  Pour cette raison, la chute libre est employée dans les tours d'impesanteur, les avions en vol parabolique compensé (Airbus 0-g) ou les systèmes en orbite pour simuler l'absence de gravité et étudier ses conséquences.
Contrairement à une idée reçue, les spationautes dans une station spatiale, ne flottent pas en impesanteur en raison d'une diminution de la gravitation due à leur éloignement de la Terre, mais parce que le système constitué par la station spatiale et eux-mêmes sont en chute libre (cf. Référentiel non inertiel, impesanteur).

## Vision relativiste
Dans la théorie de la relativité générale, la gravitation n'est pas une force mais une « déformation riemannienne de l'espace-temps » ; un objet dit en chute libre décrit simplement une géodésique de cet espace. On remarquera que la loi de Galilée (1602) [tous les corps ont même loi de chute] a été élevée au rang de principe d'équivalence (de la « masse inerte » et de la « masse grave ») par Einstein en 1915, quand il a créé sa théorie.
Naturellement, cette équivalence n'existe que si l'on considère le phénomène au niveau ponctuel et non en tant que champ. Dans la pratique, avec des accéléromètres suffisamment précis et nombreux, il sera aisé de distinguer même sans vision de l'extérieur entre un champ de forces gravitationnel (centripète), celui dans un ascenseur au câble coupé (parallèle) et une manifestation de « forces centrifuges » (axifuges) dans le cas général : la relativité constitue une théorie locale.